# Rana temporaria
A rã-comum (Rana temporaria Linnaeus, 1758) é uma espécie de anfíbio anuro da família Ranidae, com distribuição natural na Europa e no noroeste da Ásia. Prefere lugares húmidos, passando grande parte da vida adulta em terra, regressando à água apenas para escapar quando se sente ameaçada e para se reproduzir. A fase reprodutiva ocorre na primavera, com os machos a chamar as fêmeas com um particular coaxar, parecido com um grunhido. Após o acasalamento, as fêmeas põem grupos flutuantes de milhares de ovos.

## Descrição
A espécie apresenta um corpo robusto, com 6-9 cm de comprimento, cabeza e focinho pontiagudos, tímpano pequeno e pouco visível e olhos com pupila elíptica horizontal. As pernas são mais curtas do que as rãs-verdes comuns (Pelophylax spp.), mas geralmente o corpo é de menor tamanho. Apresenta hábitos mais nocturnos do que a rã-verde, saindo ao anoitecer e não sendo tão fácil de observar tanto pelos seus hábitos e como pela sua maior raridade. As populações do Sistema Central e do norte da Península Ibérica estão em recessão, devido às mudanças nas valas e canais de irrigação (retirando a cobertura fornecida por plantas aquáticas e cimentando as margens) e ainda devido à poluição das águas.
Os espécimes adultos apresentam pregas na pele das partes laterais do dorso, relativamente paralelas entre si e bem visíveis. As patas dianteiras têm três tubérculos na região palmar e quatro dedos com tubérculos abaixo de cada articulação. A espécie é apresenta grande variação nas cores e forma das manchas dorsais, por isso é capturada para aquários e jardins. Ocorrem em lagoas, mas prefere água corrente.
A parte inferior do corpo é esbranquiçada ou amarelo-acastanhada, por vezes com coloração rosada nas regiões do fémur e anal. Na região da garganta apresenta coloração amarelada ou acinzentada, por vezes escura, com uma banda central mais clara.
A parte superior do corpo geralmente tem escurecimento variável, variando do castanho-cinza escuro ao castanho-avermelhado, sendo esta última coloração especialmente frequente em indivíduos jovens.

## Galeria

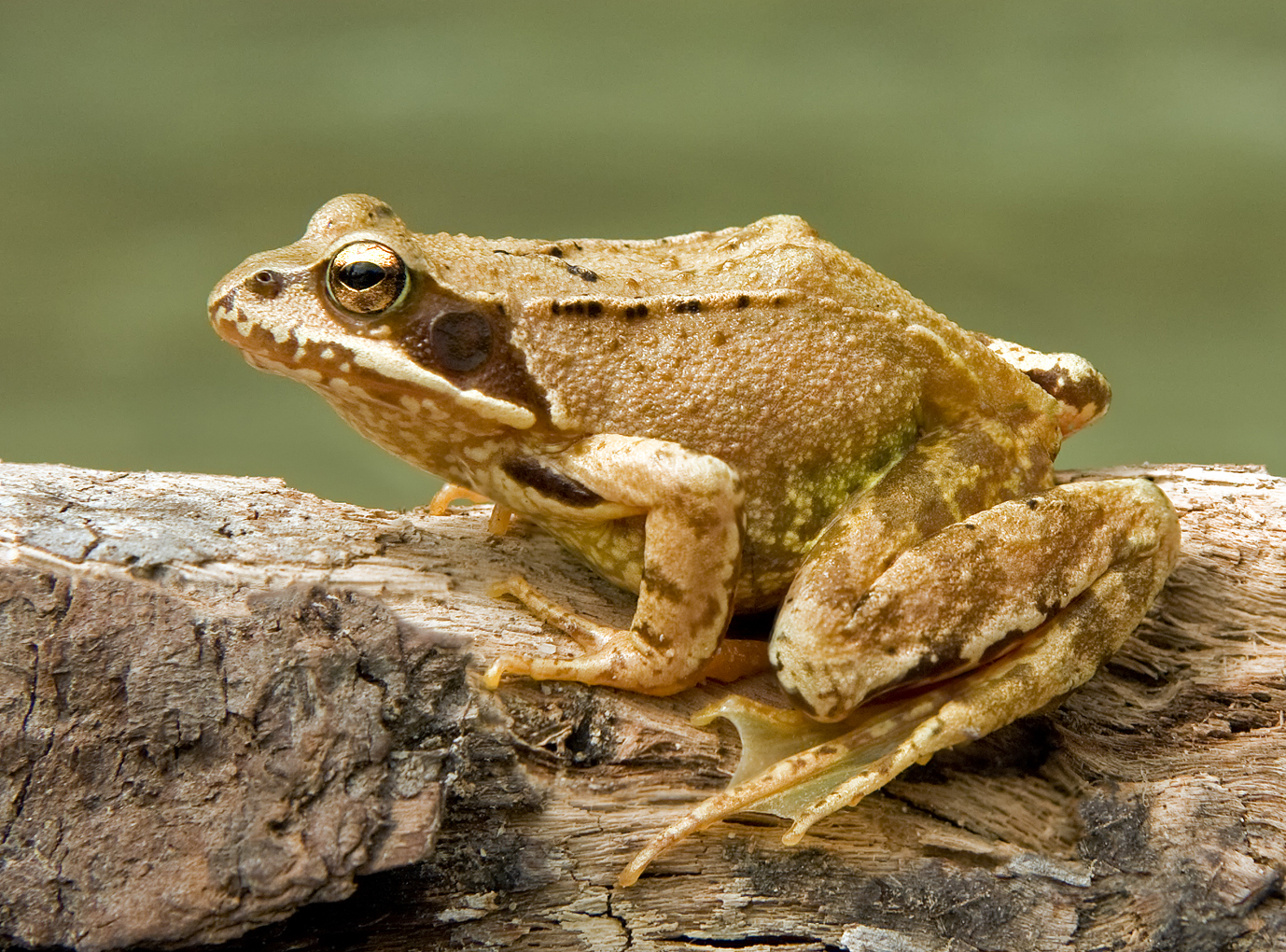
Vista lateral.
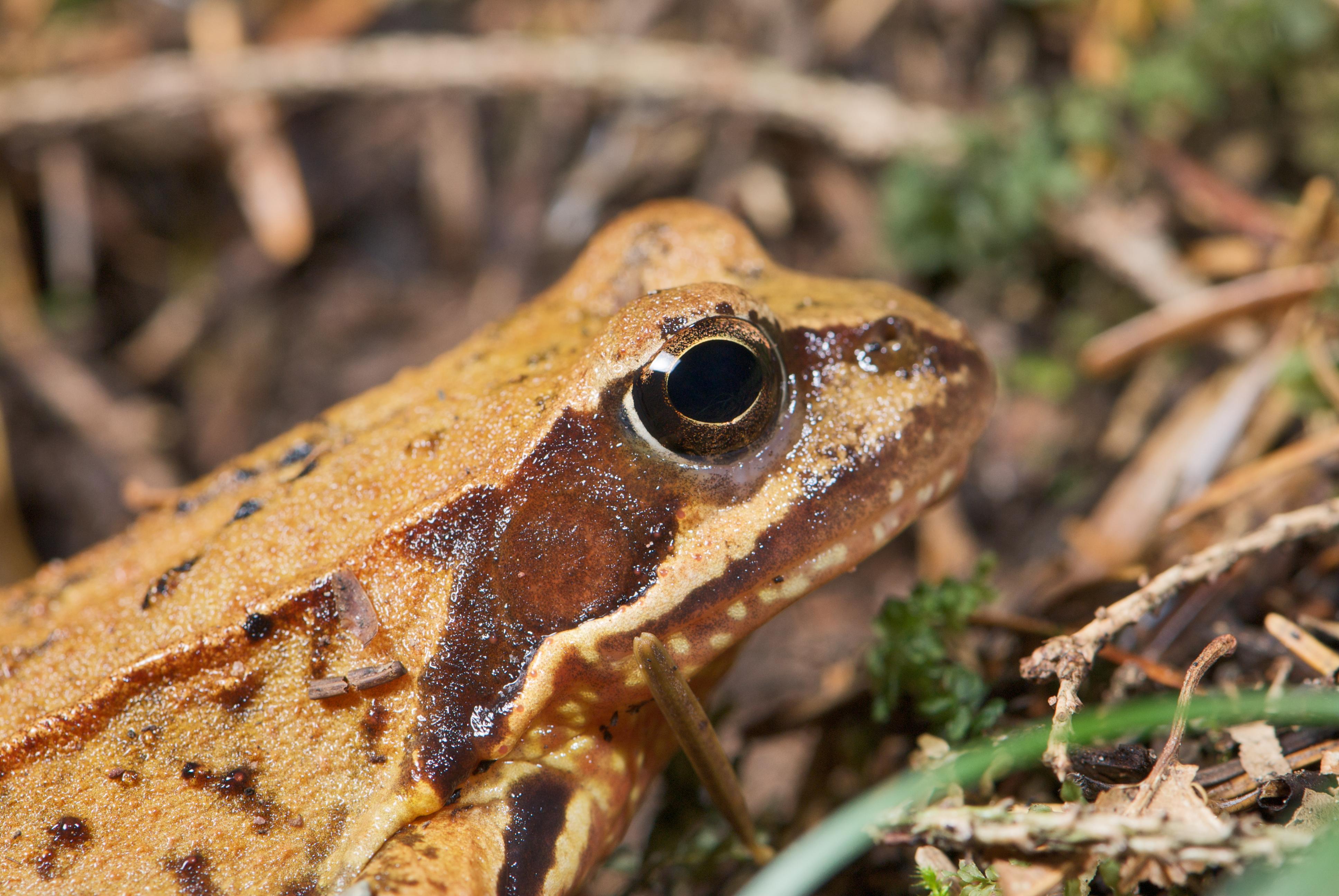
Detalhe.
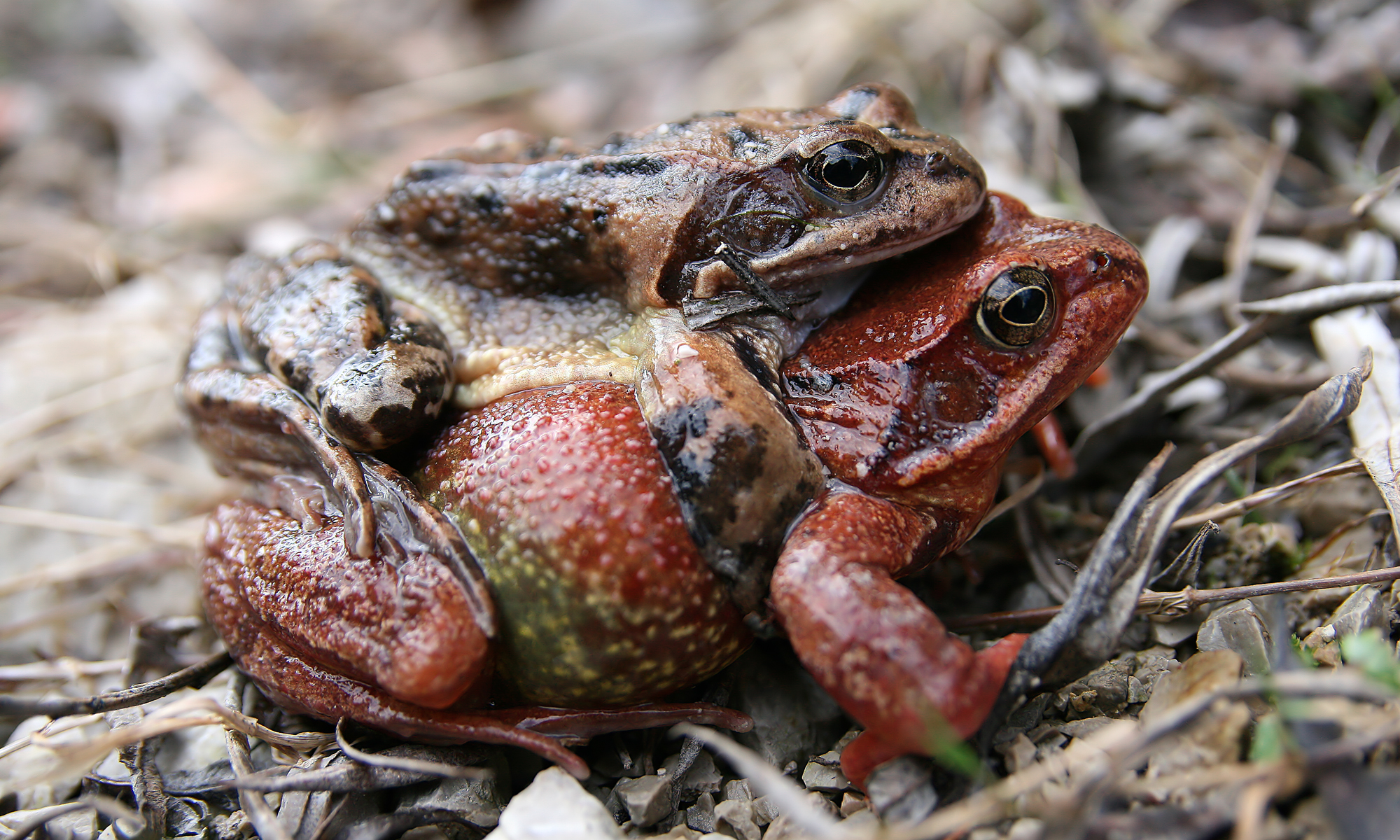
Macho e fêmea em cópula.
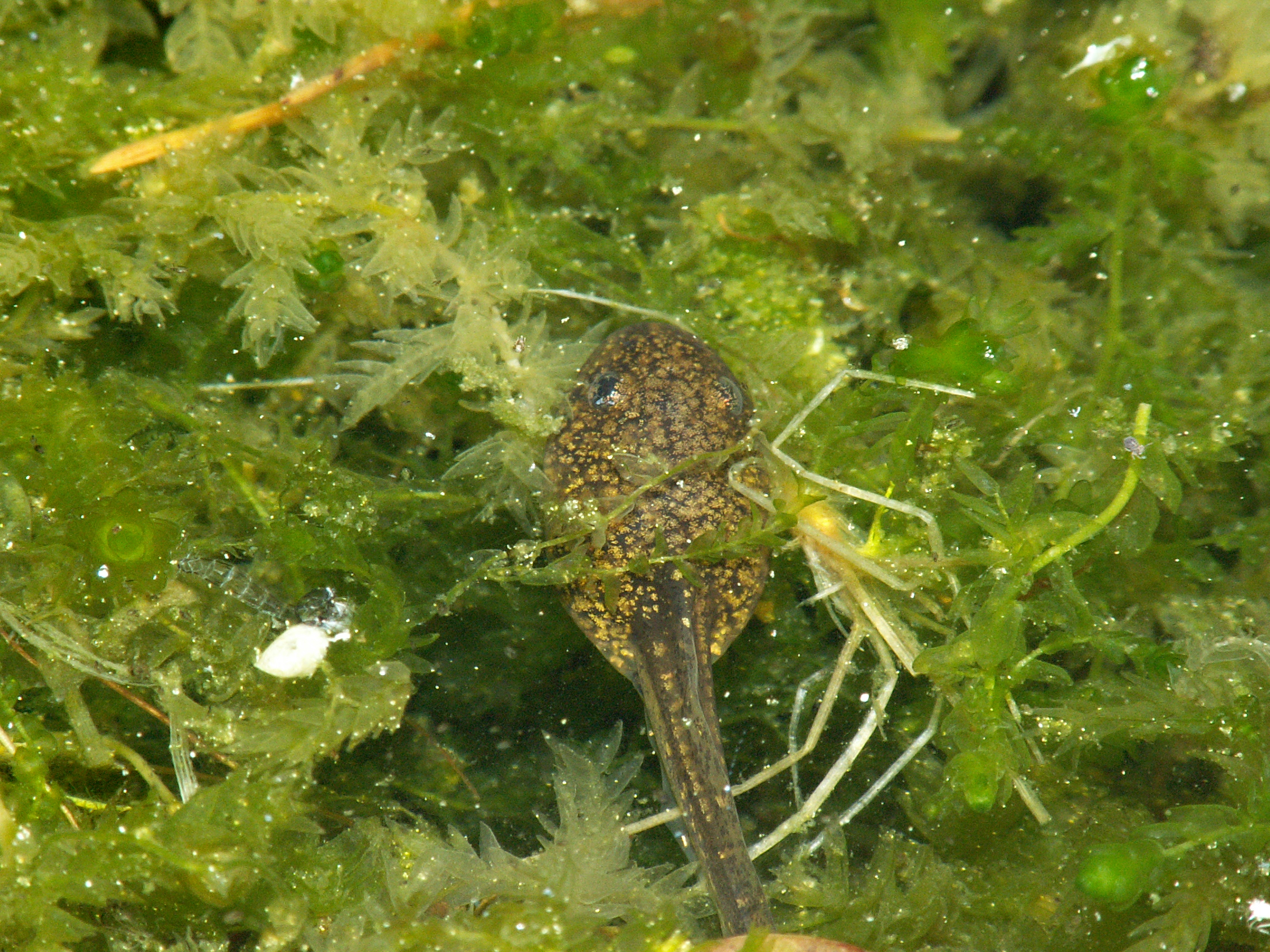
Girino.